# Stanowisko archeologiczne

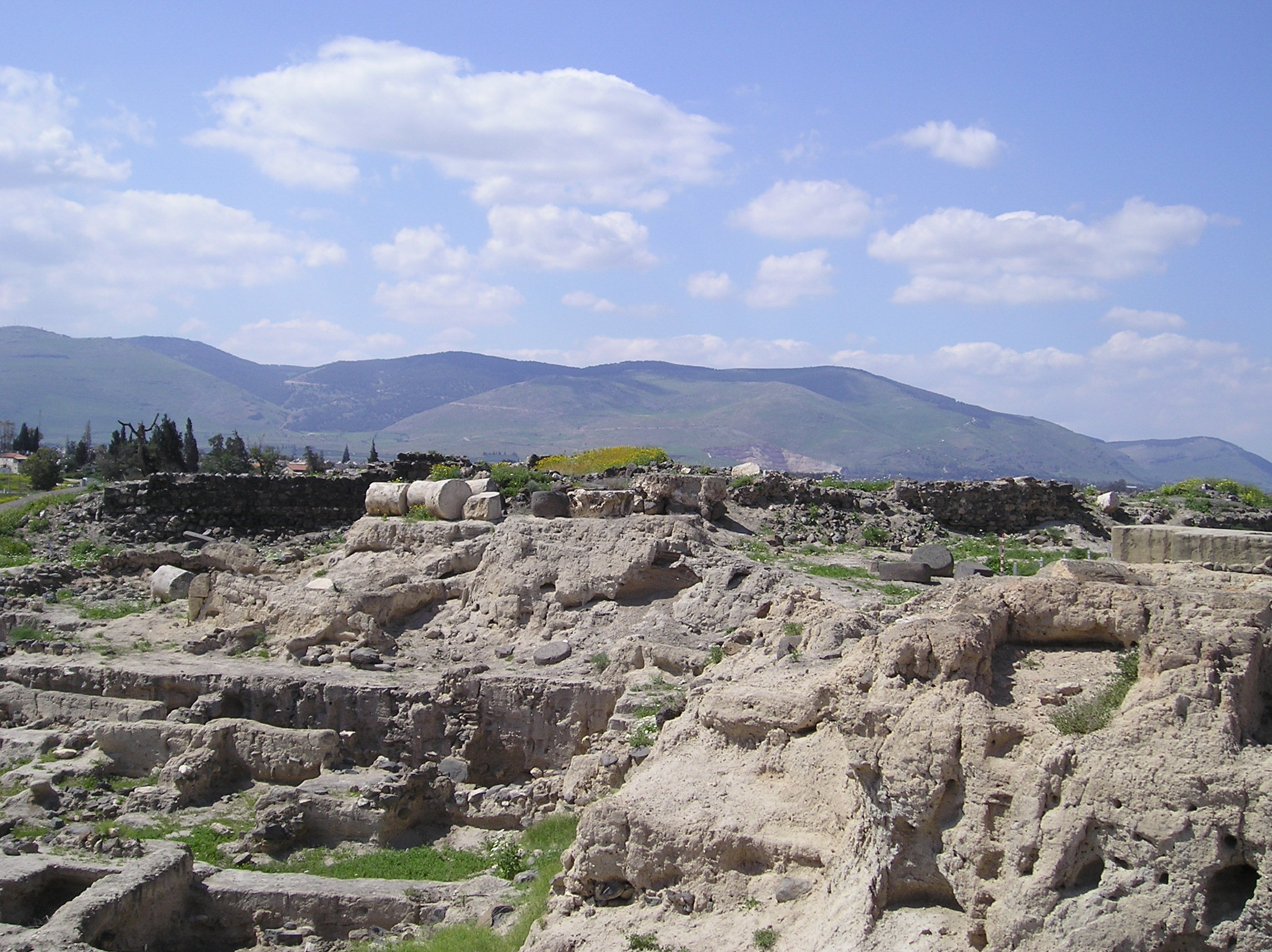
Stanowisko osadnicze Bet Szean (dawne Scytopolis)

Stanowisko archeologiczne – każdy ślad materialnej działalności ludzkiej w przeszłości. Terminem tym określa się zwarty, oddzielony od innych podobnych, wycinek przestrzeni, w obrębie którego występują źródła archeologiczne wraz z otaczającym je kontekstem.

## Podział stanowisk archeologicznych
1. Ze względu na ich położenie:
  - stanowisko widoczne na powierzchni ziemi (wyróżniające się formy terenowe);
  - stanowisko znajdujące się pod poziomem gruntu (cmentarzyska, osady);
  - stanowisko podwodne (zalane przez wodę miasta, osady, porty, zatopione okręty).
2. Ze względu na złożoność stanowiska archeologicznego:
  - stanowisko proste – zawiera pozostałości jednego punktu osadniczego;
  - stanowisko złożone – zawiera pozostałości dwóch lub więcej punktów osadniczych. Dzielą się na:
    - stanowisko jednowarstwowe – charakteryzuje się poziomym nawarstwianiem w czasie śladów aktywności ludzkiej. Jednostki rozkładają się horyzontalnie, często na siebie nachodząc;
    - stanowisko wielowarstwowe – charakteryzują się istnieniem wielu jednostek stratyfikacji. Warstwy archeologiczne występują kolejno, jedna nad drugą.
3. Ze względu na zasięg występowania:
  - stanowisko otwarte – o niedających się dokładnie określić zarówno teraz, jak i w przeszłości granicach;
  - stanowisko zamknięte – o dających się określić granicach występowania (ukształtowanie terenu, istniejące fortyfikacje, jaskinie itp.).
4. Ze względu na pełnione funkcje:
  - stanowisko osadnicze – miejsce zamieszkania ludzi w przeszłości, zarówno stałego, jak i okresowego. Zaliczamy do tego typu: jaskinie, obozowiska, domy, wsie, miasta itp.;
  - umocnienie obronne – wały, fortyfikacje, umocnienia graniczne;
  - miejsce kultu – zazwyczaj odizolowane, położone z dala od osad ludzkich. Miejsca, w których dokonywano obrzędów kultowych. Zaliczamy do nich świątynie, kręgi megalityczne, wyżyny kultowe, miejsca składania ofiar na bagnach itp.;
  - miejsce i ślady pozyskiwania oraz przerobu surowców – takie jak kopalnie (krzemienia, metalu, soli, kamieniołomy), miejsca pozyskiwania gliny. Miejscami przerobu pozyskanych surowców mogą być pracownie krzemieniarskie, ośrodki produkcji ceramiki czy też wytopu metalu;
  - groby i cmentarzyska – zazwyczaj stanowiska te znajdują się na uboczu, z dala od miejsca zamieszkania. Zaliczamy do tych stanowisk pochówki szkieletowe, ciałopalne, groby pojedyncze i zbiorowe oraz grobowce symboliczne i cenotafy.
Wyróżnia się groby płaskie niewidoczne na powierzchni ziemi i widoczne na powierzchni ziemi (konstrukcje grobowe widoczne to kurhany, mauzolea, mastaby, piramidy, pomniki, groby skalne itp.);
  - ślady dawnej uprawy roli – które mogły się zachować w postaci bruzd pod nasypami kurhanów, lub też pod warstwą lawy. Na polach również mogą się zachować ślady orki, ślady zasięgów pól oznaczone miedzami lub kamiennymi grodzeniami. W poszukiwaniu takich stanowisk wykorzystuje się archeologię lotniczą;
  - pozostałości urządzeń komunikacyjnych i transportowych – zachowane lub ślady po drogach brukowanych lub bitych czy też wydrążonych w skale, mosty, akwedukty, kanały porty wraz z urządzeniami itp.;
  - skarby – szczególny rodzaj stanowiska. Występują na nim tylko znaleziska ruchome, mające wartość dla właściciela. Zazwyczaj są to wszelkiego rodzaju kosztowności takie jak monety, kruszcowe, biżuteria oraz inne cenne surowce. Skarby zostały ukryte przez właściciela w celu ochrony przed rabunkiem lub poświęcone w celach kultowych. Z różnych powodów właściciel nigdy nie wrócił po skarb.

Każdy rodzaj z wymienionych tutaj stanowisk przyniesie w trakcie badań pewne informacje o aspektach życia ludzkiego w przeszłości. Dopiero badania na kilku rodzajach stanowisk pozwolą uzyskać pełniejszą rekonstrukcje przeszłości.

## Zagrożenia
Stanowiska archeologiczne są obiektami dziedzictwa kulturowego szczególnie narażonymi na niszczenie, na co wpływ ma np. nie posiadanie przez nie w wielu przypadkach własnej formy terenowej, co powoduje nieświadomość ich wartości (a nawet istnienia) u lokalnych mieszkańców. Wiele stanowisk położonych jest na terenach niezamieszkanych, co utrudnia kontrolę ich zachowania i formułowanie bieżących zagrożeń, z których najważniejsze to: inwestycje budowlane i infrastrukturalne, kopanie kruszyw, prace rolne oraz nielegalne poszukiwania zabytków, w tym planowany rabunek. Z powyższych względów ubytki na stanowiskach archeologicznych mogą przejść niezauważone, bądź są bagatelizowane przez lokalne władze.